# Robbie Haines
Robert Bentley „Robbie” Haines (ur. 27 marca 1954 w San Diego) – amerykański żeglarz sportowy. Złoty medalista olimpijski z Los Angeles.
Zawody w 1984 były jego jedynymi igrzyskami olimpijskimi i zwyciężył w klasie Soling. Załogę tworzyli również Ed Trevelyan i Rod Davis. Wcześniej, w 1979, zostali mistrzami świata w tej konkurencji, a w 1980 byli srebrnymi medalistami. W 1983 Haines, z innymi załogantami, ponownie sięgnął po tytuł mistrza świata.